# バス郡区 (アイオワ州セロゴード郡)
バス郡区は、アメリカ合衆国、アイオワ州、セロゴード郡にある16の郡区の一つである。2000年の国勢調査で、人口は337人だった。

## 地理
バス郡区は、95平方キロメートル（36.6平方マイル)で、組み込まれた自治体(incorporated settlements)はない。
Rockwellの街が、南に隣接している。